# مبدأ الريبة

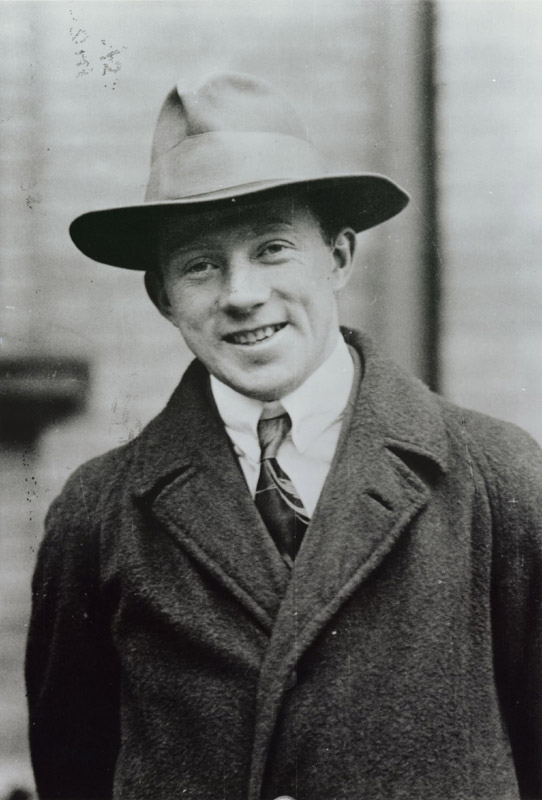
فرنر هايزنبرج صاحب النظرية.

يعتبر مبدأ عدم التحديد أو مبدأ عدم التأكد أو مبدأ الريبة أو مبدأ اللايقين أو مبدأ الشك (بالإنجليزية: Heisenberg Uncertainty Principle)‏ من أهم المبادئ في نظرية الكم بعد أن صاغه العالم الألماني هايزنبرج عام 1927 وينص هذا المبدأ على أنه لا يمكن تحديد خاصيتين مقاستين من خواص جملة كمومية إلا ضمن حدود معينة من الدقة، أي أن تحديد أحد الخاصيتين بدقة متناهية (ذات عدم تأكد ضئيل) يستتبع عدم تأكد كبير في قياس الخاصية الأخرى، ويشيع تطبيق هذا المبدأ بكثرة على خاصيتي تحديد الموضع والسرعة لجسيم أولي. فهذا المبدأ معناه أن الإنسان ليس قادرا على معرفة كل شيء بدقة 100%. ولا يمكنه قياس كل شيء بدقة 100%، إنما هناك قدر لا يعرفه ولا يستطيع قياسه. وهذه الحقيقة الطبيعية تخضع للمعادلة المكتوبة أدناه والتي يتحكم فيها h ثابت بلانك.
ونتائج هذا المبدأ شيء هائل حقاً، فإذا كانت القوانين الأساسية للفيزياء تمنع أي عالماً مهما كانت له ظروفا مثالية للحصول على معلومات مؤكدة تماما. فما يقوم بقياسه يحتوي طبيعيا على قدر من عدم الدقة لا يستطيع تخطيه، لأنه قانون طبيعي. فهذا هو منطق مبدأ عدم التأكد. ومعنى ذلك أنه لا يستطيع أن يتنبأ بحركة الأشياء مستقبلاً بدقة متناهية، بل تظل هناك نسبة ولو صغيرة من عدم التأكد. ومعنى هذا المبدأ أنه مهما كان الإحكام وتطوير وسائلنا في القياس فلن يمكننا ذلك من التوصل إلى معرفة كاملة للطبيعة من حولنا.
وقد وصف هايزنبرج تلك النتيجة الباهرة لمبدأ عدم التأكد عندما نفي سريان المقولة: «أنه يمكننا معرفة المستقبل إذا عرفنا الحاضر بدقة» وقال: «إن عدم استطاعتنا معرفة المستقبل لا تنبع من عدم معرفتنا بالحاضر، وإنما بسبب عدم استطاعتنا معرفة الحاضر».
ومبدأ عدم التأكد، أو عدم اليقين معناه أن علم الفيزياء لا يستطيع أن يفعل أكثر من أن تكون لديه تنبؤات إحصائية فقط. فالعالم الذي يدرس النشاط الإشعاعي للذرات مثلا، يمكنه أن يتنبأ فقط بأن من كل ألف مليون ذرة راديوم مليونان فقط سوف يصدران أشعة غاما في اليوم التالي، لكنه لا يستطيع معرفة أي ذرة من مجموع ذرات الراديوم سوف تفعل ذلك. ويمكننا القول أنه كلما زادت عدد الذرات قل عدم التأكد وكلما نقص عدد الذرات زاد عدم التأكد. وكانت هذه النظرية مُقلقة للعلماء في وقتها لدرجة أن عالماً كبيراً مثل أينشتاين قد رفضها أول الأمر. وهو الذي قال «إن عقلي لا يستطيع أن يتصور أن الله يلعب النرد بهذا الكون» متناسياً إدراكه الشخصي. ومع ذلك لم يجد العلماء أمامهم إلا قبول هذه النظرية التي اهتدى إليها هايزنبرج والتي وضحت للإنسان خاصية هامة من خواص هذا الكون.

## الصيغة الرياضية لمبدأ عدم التأكد
{\displaystyle \triangle P_{x}\triangle x\geq {\frac {\hbar }{2}}}
حيث:
{\displaystyle \triangle P_{x}} عدم التأكد في كمية الحركة.
{\displaystyle \triangle x} عدم التأكد للموقع.
ħ ثابت بلانك المخفض ويعادل (h/(2π.
{\displaystyle \pi } ثابت وقيمته 3.14.
والمتباينة توضح أن حاصل ضرب عدم التأكد في تعيين موضع الجسيم في عدم التأكد في تعيين كمية حركتة لابد أن يكون يساوي أو أكبر من المقدار {\displaystyle \ h} مقسوما على القيمة 4π وعلى ذلك لا يمكن أن يكون حاصل ضرب عدم التأكد للموقع في عدم التأكد في كمية حركة الجسيم صفراً، وهذا ما أدهشه وأدهش العلماء آنذاك واحتج الكثيرون على تلك النتيجة واعتبر بعضهم أن حسابات هايزنبرج غير منطقية، واشتدت المناقشات وأجريت تجارب واقعية وتجارب تخيلية لتفنيد هذا المبدأ، ولكن ثبتت صحة المبدأ عملياً وفكرياً، وأصبح هذا المبدأ من مفاهيمنا الحديثة للطبيعة، وعمل على تعميق جذري لفهمنا للطبيعة حولنا وفي الكون بصفة عامة.

عدم التأكد الحاصل هو نتيجة أيضا لعملية القياس نفسها، والتي تؤثر فيها أجهزة القياس على الكميات المقاسة، بما فيها الضوء المستخدم نفسه. فعلى هذا المستوى الصغير، عند التعامل مع ذرات وجزيئات وجسيمات أولية نقوم بتصويب فوتونات لقياس سرعة الجسيم بدقة معينة، ثم نصوب فوتوناً آخر لقياس موضع الجسيم، ولنظراً لأن الفوتون له طاقة تقوم بدفع الجسيم عند الاصطدام به فيتغير موضعه، وبالتالي فإننا لا نستطيع تحديد موقعه بدقة ولا تحديد سرعته بدقة.

ميكروسكوب هايزنبرج لأشعة غاما لتحديد موضع الإلكترون (كما هو موضح باللون الأزرق)، أشعة غاما المنعكسة (كما هو موضح باللون الأخضر) تشتت من قبل الإلكترون بزاوية θ من فتحة الميكروسكوب، شعاع غاما المشتت يظهر باللون الأحمر، تفسر البصريات الكلاسيكية أن موضع الإلكترون لا يمكن معرفته إلا من خلال عدم التأكد في الموضع Δx الذي يعتمد على الزاوية θ والطول الموجي λ للشعاع المنعكس..

وطبقاً إلى إحدى صيغ مبدأ عدم التأكد أن الطاقة والزمن تحكمهما العلاقة:
{\displaystyle \Delta E\Delta t\approx {h \over 2\pi }}
حيث E الطاقة، وt الزمن
و h ثابت بلانك.

## اقرأ أيضا
- ميكانيكا الكم
- تموج كمومي
- ثابت بلانك

## وصلات خارجية
- القياس ومبدأ اللايقين: لماذا لا نستطيع تحديد موضع وسرعة جسيمٍ أولي في آنٍ واحد؟ - موقع أنا أصدق العلم
- فيديو يوتيوب مترجم يشرح مبدأ اللايقين بتجربة مؤشر الليزر.